# أندرو بريس
أندرو بريس (بالإنجليزية: Andrew Brace) هو لاعب اتحاد الرغبي وعازف كمان بريطاني، ولد في 15 يونيو 1988 في كارديف في المملكة المتحدة.